# Verschuir
Verschuir (ook: De Dieu Fontein Verschuir, Fontein Verschuir, Forsten Verschuir en Van Gesseler Verschuir) is een uit Groningen afkomstig geslacht waarvan leden sinds 1822 tot de Nederlandse adel behoren en welke adellijke tak in 1944 uitstierf.

## Geschiedenis

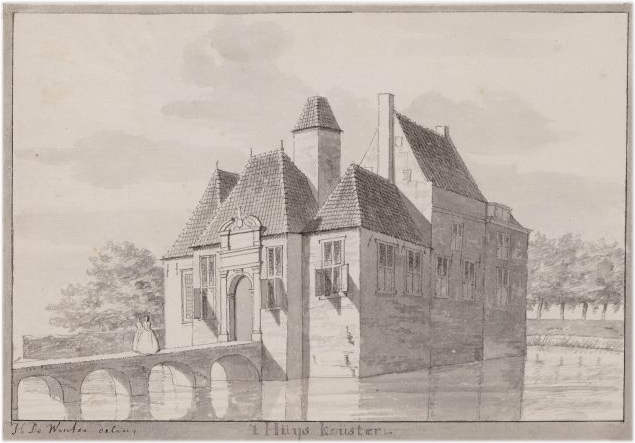
Huis ter Coulster (ca. 1744 door Hendrik de Winter)

De stamreeks begint met Hendrick Verschuur die in 1692 kleinburger van Groningen werd. Zijn achterkleinzoon, prof. dr. Jan Hendrik Verschuir (1735-1803) trouwde in 1760 met Ybeltje (Algra) Fontein (1739-1803). Een zoon van hen, mr. Gijsbert Fontein Verschuir (1764-1838) voegde de naam van zijn moeder aan de zijne toe en werd bij Koninklijk Besluit van 25 augustus 1822 verheven in de Nederlandse adel waardoor hij en zijn nageslacht het predicaat jonkheer/jonkvrouw mochten gaan voeren. De laatste trouwde in 1797 met Cornelia Frederika de Dieu (1779-1851) waarna een zoon de geslachtsnaam De Dieu Fontein Verschuir aannam. De adellijke tak stierf in 1944 uit.
Een niet tot de Nederlandse adel behorende nazaat, dr. Wolter Verschuir (1796-1856) trouwde in 1823 met jkvr. Enna Hillegonda van Gesseler (1799-1866), lid van de familie Van Gesseler, waarna nageslacht bij KB van 10 mei 1904 naamswijziging tot Van Gesseler Verschuir verkreeg.
De familie werd in 1954 opgenomen in het Nederland's Patriciaat.
Vanaf 1805 waren leden van het geslacht in bezit van het adellijk huis Ter Coulster. Na uitsterven van de laatste vrouwe en telg van de adellijke tak ging het landgoed met opstallen over op haar kinderen Van der Feen de Lille.

## Enkele telgen
- Ds. Johan Verschuir (1680-1737), predikant en publicist
  - Ds. Hindericus Verschuir (1702-1766), predikant
    - Prof. dr. Jan Hendrik Verschuir (1735-1803), predikant en hoogleraar Oosterse Talen aan de Hogeschool te Franeker
      - Jhr. mr. Gijsbertus Fontein Verschuir, heer van ter Coulster en Heiloo en Oesdom (1764-1838), jurist en politicus
        - Jhr. Daniël Carel de Dieu Fontein Verschuir (1804-1874), heer van Heiloo en Oesdom (1804-1874), Eerste Kamerlid
          - Jhr. Gijsbert de Dieu Fontein Verschuir, heer van Heiloo en Oesdom (1854-1926)
          - Jkvr. Maria Eva de Dieu Fontein Verschuir, vrouwe van Heiloo (1860-1932)

        - Jhr. mr. Giesbert Cornelis Fontein Verschuir, heer van ter Coulster (1815-1875), rechter en burgemeester
          - Jkvr. Cornelia Frederica Fontein Verschuir, vrouwe van ter Coulster (1859-1944), schrijfster van in 2008 gepubliceerde dagboeken, laatste telg van de adellijke tak

    - Hendrik Jan Verschuir (1745-tussen 1805 en 1812), schulte
      - Hendrik Verschuir (1789-1813), burgemeester
      - Dr. Wolter Verschuir (1796-1856), geneesheer; trouwde in 1823 met jkvr. Enna Hillegonda van Gesseler (1799-1866)
        - Johannes van Gesseler Verschuir (1842-1916), assistent-resident
          - Pieter Rudolph Wolter van Gesseler Verschuir (1883-1962), gouverneur

Geslachten die opgenomen zijn in het sinds 1910 verschijnende genealogische naslagwerk Nederland's Patriciaat. Lijst volgens opgave van het CBG Centrum voor familiegeschiedenis.
A · B · C · D · E · F · G · H · I · J · K · L · M · N · O · P · Q · R · S · T · U · V · W · Y · Z